# (2588) Flavia
(2588) Flavia (1981 VQ; 1954 WY; 1973 QN; 1977 RZ5) ist ein ungefähr sechs Kilometer großer Asteroid des inneren Hauptgürtels, der am 2. November 1981 vom US-amerikanischen Astronomen Brian A. Skiff am Lowell-Observatorium, Anderson Mesa Station (Anderson Mesa) in der Nähe von Flagstaff, Arizona (IAU-Code 688) entdeckt wurde.

## Benennung
(2588) Flavia wurde nach dem Flaviern, einem römischen Herrschergeschlecht, zu dem Vespasian, Titus und Domitian gehörten, benannt. Flavia ist die weibliche Form des Namens Flavius. Der Name erscheint auch im Science-Fiction-Roman A Torrent of Faces von James Blish und Norman L. Knight, in dem Flavia ein Asteroid auf Kollisionskurs mit der Erde ist.